# Louis Meyer
Louis Meyer, född den 21 juli 1904 i New York, USA, som son till franska immigranter, och död den 7 oktober 1995 i Searchlight, Nevada, USA, var en amerikansk racerförare.

## Racingkarriär
Meyer tävlade i lokala racingserier i Kalifornien, innan han åkte till Indianapolis för att delta i Indianapolis 500 1928, där han tog en överraskande seger som rookie. Meyer kom sedan att vinna det berömda racet även 1933 och 1936, vilket gör honom till en i den unika skaran racerförare som vunnit klassikern tre gånger eller mer. Meyer blev även trefladig mästare i det nationella mästerskapet, vilket han blev 1928, 1929, samt 1934, detta trots att han inte vann mer än åtta race i det nationella mästerskapet, men tre av dem var som sagt Indianapolis 500-vinster. Meyer tävlade fram tills säsongen 1939, då han avslutade sin karriär, och levde sedermera ett långt liv, innan han dog 91 år gammal.